# Família d'Andigné
Família d'Andigné é uma das famílias mais antigas da província de Anjou.

## Brasão e divisa
|  | d'Andigné « d'argent à trois aiglettes de gueules,onglées, becquées et membrées d'azur, posées deux et un ». |

A divisa da família era Aquila non capit muscas (a águia não caça moscas)

## Membros ilustres
- Jean d'Andigné, cavaleiro que participou da cruzada em 1190, e cujas armas estão na sala dos cruzados do palácio de Versailles. Sua divisa era Aquila non capit muscas.[3]
- Louis-Isidore, chevalier de Vézins d'Andigné (1667-1707).
- René d'Andigné, senhor de la Blanchaie, casado com Marie Renée Suirot, e pai de Marie-Anne d'Andigné.[1]
- Louis-René d'Andigné, senhor de Maineuf e l'Islebriant, casado em 19 de julho de 1710 com Marie-Anne d'Andigné, filha de René d'Andigné.[1]
- Charles-Gabriel-Auguste d'Andigné (n.21 de setembro de 1715), filho de Louis-René e Marie-Anne.[1]
- Charles-Jean, chevalier d'Andigné (1750-1795)
- Louis-Gabriel-Auguste, comte d'Andigné de Maineuf des Alliers (1763-1839)
- Louis-Jules-François d'Andigné de Maineuf (1756-1822)
- Paul-Marie-Céleste d'Andigné de La Blanchaye (1763-1857)
- Louis-Marie-Antoine-Auguste d'Andigné de La Blanchaye (1765-1857)
- Charles-François d'Andigné (1759-1868)
- Henri d'Andigné (1821-1895)
- Geoffroy d'Andigné (1858-1932)
- Pierre-Marie-Fortuné, marquis d'Andigné (1868-1935)
- Charles d'Andigné (1902-1977)
- Hubert d'Andigné (1917-2005)